# Hideyuki Ashihara
 Der er for få eller ingen kildehenvisninger i denne artikel, hvilket er et problem. Du kan hjælpe ved at angive troværdige kilder til de påstande, som fremføres i artiklen.

Hideyuki Ashihara (jap. 芦原英幸 Ashihara Hideyuki, født 5. december 1944, død 24. april 1995) var en japansk karateudøver, der har grundlagt stilarten Ashihara Karate.
Han startede med at træne kendo i skolen. Som 16 årig flyttede han til Tokyo og begyndte at træne Kyokushinkai Karate under Sosai Masutatsu Oyama. Efter få år var Ashihara kendt som en af instruktørerne ved Kyokushinkai Honbu og skulle have været sendt til Brasilien for at udbrede karaten dér. Desværre var han så uheldig at blive involveret i et slagsmål. På grund af vanæren blev han i stedet sendt til et noget mere ydmygt sted i Yawatahama for at starte en karate skole der. Med tiden gik det rigtig godt for Ashihara som blev kendt for sin specielle karate, hvor han anvendte modstanderens kraft imod ham selv. Og mange kom til ham for at lære dette. Faktisk blev Ashihara egen stil meget populær og han blev bedt om at åbne karate skoler i flere byer fordi der var så mange, der gerne ville lære hans måde. 
I 1980 forlod Hideyuki Ashihara karatestilarten Kyokushinkai (Kyokushinkai) og stiftede sine egen organisation; New International Karate-do organisation – N.I.K.O. Ashihara karate har fokus på anvendelsen af kroppens mekanikker på en rationel måde. Samtidig er nøgleord sikkerhed og anvendelse af modstanderens kraft. Målet er, og er den dag i dag, en karate som alle kan mestre uanset deres størrelse og alder. 
Asihara er også kendt i Japan som figuren "Karate Baka Ichidai" i tegneserien af samme navn.
Ashihara har lavet flere instruktionsvideoer om Ashihara Karate og forfatter flere bøger hvoraf 3 er udkommet på engelsk;Fighting Karate, More Fighting Karate og autobiografien Word of life.